# Matt Milano
Matthew Vincent „Matt“ Milano (geboren am 28. Juli 1994 in Commack, New York) ist ein US-amerikanischer American-Football-Spieler auf der Position des Linebackers. Er spielte College Football für das Boston College. Seit 2017 steht Milano bei den Buffalo Bills in der National Football League (NFL) unter Vertrag.

## College
Milano besuchte die Dr. Phillips High School in Orlando, Florida. An der Highschool spielte er als Safety. Ab 2012 ging er auf das Boston College, um College Football für die Boston College Eagles zu spielen. Am College wechselte Milano auf die Position des Linebackers. Nach zwei Jahren als Ergänzungsspieler lief er in 24 Spielen als Starter auf der Position des Strongside Linebackers auf. Insgesamt erzielte Milano in vier Jahren für die Boston College Eagles 108 Tackles, davon 31,5 für Raumverlust, sowie 14 Sacks.

## NFL
Milano wurde im NFL Draft 2017 in der fünften Runde an 163. Stelle von den Buffalo Bills ausgewählt. Als Rookie profitierte er von einer Verletzung von Ramon Humber, wegen der er schnell zu mehr Einsatzzeit als Ersatzspieler kam. Dabei gelang ihm eine Interception gegen die Tampa Bay Buccaneers am siebten Spieltag und ein Fumble-Return-Touchdown gegen die Oakland Raiders in Woche 8. Ab dem 14. Spieltag wurde Milano als Starter eingesetzt, da er bessere Leistungen als Humber gezeigt hatte. In seinem zweiten NFL-Jahr war er von Beginn an Starter, wegen eines gebrochenen Beins verpasste er die letzten drei Partien. Am dritten Spieltag erzielte er gegen die Minnesota Vikings einen Sack, eine Interception und eroberte einen Fumble, wofür er als AFC Defensive Player of the Week ausgezeichnet wurde. Mit drei Interceptions und drei eroberten Fumbles sorgte Milano für sechs Turnover zugunsten der Bills.
In der Spielzeit 2019 spielte er in 15 Partien und erzielte 101 Tackles, zudem konnte er neun Pässe abwehren. In der Saison 2020 verpasste Milano wegen einer Brustverletzung sechs Partien. Er erzielte 3,5 Sacks. Im März 2021 verlängerte Milano seinen auslaufenden Vertrag in Buffalo für 44 Millionen Dollar um vier Jahre. In der Spielzeit 2022 wurde Milano erstmals von Associated Press zum First-team All-Pro gewählt. Er wurde am elften Spieltag als AFC Defensive Player of the Week ausgezeichnet und verzeichnete in der Saison insgesamt 99 Tackles, davon 12,5 für Raumverlust, drei Interceptions, darunter ein Pick Six, elf verteidigte Pässe und zwei eroberte Fumbles. Da T. J. Watt verletzungsbedingt nicht teilnahm, rückte Milano zudem in den Pro Bowl nach. Am 12. März 2023 verlängerte Milano seinen Vertrag bei den Buffalo Bills um zwei weitere Jahre.

### NFL-Statistiken
| Saison                             | Saison | Spiele | Spiele      | Tackles | Tackles | Tackles | Tackles | Interceptions | Interceptions | Interceptions | Interceptions | Interceptions | Fumbles | Fumbles | Fumbles |
| Jahr                               | Team   | Spiele | als Starter | Gesamt  | Solo    | Ast     | Sacks   | PD            | INT           | Yds           | Lng           | TD            | FF      | FR      | TD      |
| ---------------------------------- | ------ | ------ | ----------- | ------- | ------- | ------- | ------- | ------------- | ------------- | ------------- | ------------- | ------------- | ------- | ------- | ------- |
| 2017                               | BUF    | 16     | 5           | 49      | 32      | 17      | 0,0     | 2             | 1             | 15            | 15            | 0             | 1       | 1       | 1       |
| 2018                               | BUF    | 13     | 13          | 78      | 52      | 26      | 1,0     | 7             | 3             | 41            | 29            | 0             | 0       | 3       | 0       |
| 2019                               | BUF    | 15     | 15          | 101     | 65      | 36      | 1,5     | 9             | 0             | 0             | 0             | 0             | 1       | 1       | 0       |
| 2020                               | BUF    | 10     | 5           | 45      | 35      | 10      | 3,5     | 3             | 1             | 0             | 0             | 0             | 0       | 0       | 0       |
| 2021                               | BUF    | 16     | 16          | 86      | 57      | 29      | 3,0     | 5             | 0             | 0             | 0             | 0             | 0       | 2       | 0       |
| 2022                               | BUF    | 15     | 15          | 99      | 72      | 27      | 10,5    | 11            | 3             | 84            | 43            | 1             | 0       | 2       | 0       |
| 2023                               | BUF    | 5      | 5           | 30      | 18      | 12      | 0,0     | 2             | 2             | 16            | 13            | 0             | 1       | 0       | 0       |
| 2024                               | BUF    | 4      | 4           | 16      | 7       | 9       | 0,0     | 0             | 0             | 0             | 0             | 0             | 0       | 2       | 0       |
| Gesamt                             | Gesamt | 94     | 78          | 504     | 338     | 166     | 10,5    | 39            | 10            | 156           | 43            | 1             | 3       | 11      | 1       |
| Quelle: pro-football-reference.com |        |        |             |         |         |         |         |               |               |               |               |               |         |         |         |